# Opération Dragon rouge
Pour les articles homonymes, voir Bataille de Kisangani (homonymie).

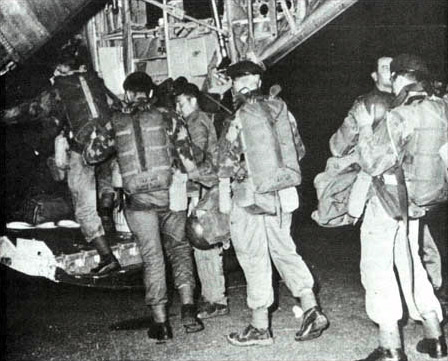
Novembre, crise congolaise : Parachutiste belges partant de Kamina pour secourir les otages de Stanleyville.

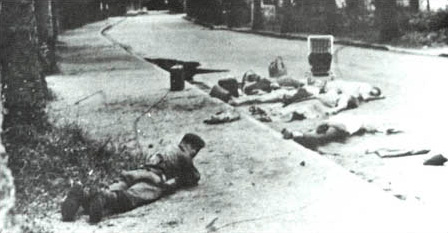
Soldat belge couché devant des otages massacrés

« Dragon rouge » est le nom de code de l'opération du 24 novembre 1964, dans l'ex-Congo belge, durant laquelle le régiment Para-Commando belge a délivré des centaines d'otages belges et étrangers retenus à Stanleyville par des rebelles congolais menés par Christophe Gbenye au cours de la rébellion Simba.

## Déroulement
Pour appuyer l'attaque, une colonne mobile de mercenaires encadrés par des officiers belges est arrivée du sud par la brousse ; son nom de code est l'Ommegang (du nom d'un cortège folklorique bruxellois). Les 545 para-commandos, prévenus seulement après leur départ de Belgique de leur mission, largués depuis douze Lockheed C-130 de l'United States Air Force venus de Kamina, et la colonne attaquent en parfait synchronisme, prenant la ville en tenaille. Il y a tout de même 24 morts parmi les otages, 2 morts ainsi que 12 blessés parmi les paras. D'autres victimes seront découvertes en rive gauche dans les jours suivants. Avant de déclencher cette opération, le gouvernement belge avait fait exfiltrer (par le service africain de la Sûreté de l'État belge) un représentant de la rébellion pour lui proposer un accord qui évite une effusion de sang. Reçu par le ministre des affaires étrangères Paul-Henri Spaak, accompagné du jeune Étienne Davignon, le représentant des rebelles refuse un accommodement (pour lequel il n'a vraisemblablement pas reçu de mandat de ses chefs). Dès lors, Spaak convainc ses collègues du gouvernement belge de la nécessité d'une action armée rapide.
Les soldats reprennent en premier Stanleyville, arrivant malgré tout « un chouïa trop tard » pour empêcher le massacre. Ils libèrent ensuite Paulis (Opération Dragon Noir) mais, bien que de jeunes officiers aient été motivés pour continuer à sauver leurs concitoyens, leur commandant dut stopper leur ardeur, car la mission ne visait qu'à libérer Stanleyville. Les para-commandos rentrèrent donc au bout de six jours en Belgique, où ils furent reçus en grande pompe, participant notamment à un défilé remontant la rue Royale jusqu'au Palais de Justice de Bruxelles.
L'opération laisse derrière elle, un mémorial à l'effigie de Lumumba, complètement détruite par les soldats de Mobutu et ensuite dynamité par les Belges. Che Guevara à d'ailleurs exprimé son mécontentement contre les parachutistes belges dans un discours connu, dans lequel il parle de "L'impérialisme bestial" et condamne la destruction du mémorial. Il décrit comment cet évènement est une métaphore parfaite de la vie de Lumumba "martyre de la révolution globale" et montre pourquoi on ne peut pas faire confiance aux impérialistes, ni pour une petite seconde.
Il reste que de nombreuses personnes isolées n'ont pu être secourues, notamment des religieux massacrés à Watsa, seize religieuses (dont deux Françaises), et dix missionnaires prêtres du Sacré-Cœur de Saint-Quentin au camp de Ketele, etc.
Le jeune Patrick Nothomb, futur père de l'écrivaine Amélie Nothomb qui s'inspirera des faits pour publier Premier sang (Prix Renaudot) en 2021, était consul de Belgique et représentant sur place du gouvernement belge ; il a fait partie des otages.
Le 11 décembre, Paul-Henri Spaak se rend aux Nations unies pour répondre aux accusations indues de colonialisme et d'impérialisme émises par certains pays du Bloc de l'Est et justifier l'intervention des troupes belges.

## Filmographie
- Série documentaire Ce jour-là, épisode 8, Nos paras sautent sur Stanleyville, RTBF, 2011, 90 minutes[7]
- L'Opération Dragon rouge a par ailleurs été l'une des sources d'inspiration du film Le Dernier Train du Katanga (1968) de Jack Cardiff.